# Міжконтинентальний кубок з футболу 1980
Міжконтинентальний кубок з футболу 1980 — 19-й розіграш Міжконтинентального кубка. У матчі зіграли переможець Кубка європейських чемпіонів 1979—1980 англійський «Ноттінгем Форест» та переможець Кубка Лібертадорес 1980 уругвайський «Насьйональ». Гра відбулася на Національному стадіоні у Токіо 11 лютого 1981 року. За підсумками гри титул володаря Міжконтинентального кубка вдруге здобув «Насьйональ».

## Команди
| Команда          | Кваліфікація                                      | Попередні участі* |
| ---------------- | ------------------------------------------------- | ----------------- |
| Ноттінгем Форест | переможець Кубка європейських чемпіонів 1979—1980 | -                 |
| Насьйональ       | переможець Кубка Лібертадорес 1980                | 1971              |

* жирним позначено переможні роки.

## Матч
| 11 лютого 1981 |

| Насьйональ    | 1:0      | Ноттінгем Форест |
| ------------- | -------- | ---------------- |
| Вікторіно 10' | Протокол |                  |

| Національний стадіон, Токіо Глядачів: 62 000 Арбітр: Абрахам Клайн |

|  |  |

| В           |  | Родольфо Родрігес   |
| З           |  | Хосе Ермес Морейра  |
| З           |  | Хуан Карлос Бланко  |
| З           |  | Даніель Енрікес     |
| З           |  | Вашингтон Гонсалес  |
| ПЗ          |  | Деніс Мілар         |
| ПЗ          |  | Віктор Еспарраго    |
| ПЗ          |  | Арсеніо Лусардо     |
| Н           |  | Альберто Біка       |
| Н           |  | Вальдемар Вікторіно |
| Н           |  | Хуліо Моралес       |
| Тренер:     |  |                     |
| Хуан Мухіка |  |                     |

| В          |  | Пітер Шилтон   |  |     |
| З          |  | Вів Андерсон   |  |     |
| З          |  | Кенні Бернс    |  |     |
| З          |  | Френк Грей     |  |     |
| З          |  | Ларрі Ллойд    |  |     |
| ПЗ         |  | Стюарт Грей    |  |     |
| ПЗ         |  | Мартін О'Нілл  |  |     |
| ПЗ         |  | Раймондо Понте |  | 67' |
| Н          |  | Тревор Френсіс |  |     |
| Н          |  | Ян Воллес      |  |     |
| Н          |  | Джон Робертсон |  |     |
| Заміни:    |  |                |  |     |
| Н          |  | Пітер Вард     |  | 67' |
| Тренер:    |  |                |  |     |
| Браян Клаф |  |                |  |     |